# Van Wilder: La festa salvatge
Van Wilder: La festa salvatge  (títol original en anglès: Nacional Lampoon's Van Wilder és una pel·lícula estatunidenca de Walt Becker estrenada el 2002. Va ser rodada a la Universitat de Califòrnia a Los Angeles (UCLA), llevat de les escenes de basquetbol, que van ser filmades al Matadome de Cal State Northridge. Ha estat doblada al català
Després del seu èxit comercial, la pel·lícula va tenir una continuació l'any 2006, aquesta vegada amb el personatge de Kal Penn com a cap de cartell, titulada Van Wilder 2: The Rise of Taj. I, a continuació, també una preqüela, Van Wilder 3: Freshman Year, estrenada directament en vídeo tres anys més tard, completant així una trilogia.

## Argument
Van Wilder estudia a la universitat de Coolidge des de fa set anys i mai no ha obtingut cap diploma. Es mou millor pel que fa a organitzar tardes, fer campana i festa en general, però les escasses vegades que hi va obté notes excel·lents.
Excedit, el seu pare decideix tallar-li els ingressos. Van Wilder s'haurà d'espavilar sol i d'una altra manera per finançar i acabar els seus estudis.
Paral·lelament, Gwen Pearson, que treballa per a la gaseta del campus, porta una investigació sobre aquest mal estudiant monumentalment popular.
Van no triga a enamorar-se d'ella. Però un adversari de talla ràpidament li posa bastons a les rodes: l'amic de Gwen.

## Repartiment
- Ryan Reynolds: Vance « Van » Wilder Junyr
- Tara Reid: « Gwen » Elizabeth Pearson
- Kal Penn: Taj Mahal Badalandabad
- Paul Gleason: el professor McDoogle
- Tim Matheson: Vance Wilder Senior
- Daniel Cosgrove: Richard « Dick » Bagg
- Teck Holmes: Hutch
- Emily Rutherfurd: Jeannie
- Tom Everett Scott: Elliot Grebb
- Deon Richmond: « Mini Cochran »
- Alex Burns: Gordon
- Chris Owen: Timmy, estudiant
- Sophia Bush: Sally
- Erik Estrada: ell mateix
- Jason Winer: Panos Patakos
- Simon Helberg: Vernon
- Ivana Božilović: Naomi
- Kim Smith: Casey
- Sarah Fairfax: Sra. Seay
- Curtis Armstrong: el policia del campus
- Aaron Paul: l'esquinçall humà